# Максим Стойков (български културист)
Максим Стойков е български състезател по културизъм, родом от град Варна. Той е европейски шампион и световен медалист по бодибилдинг и фитнес, носител на редица национални отличия и признат за един от най-успешните млади спортисти в неолимпийските спортове в България.

## Биография
Максим Стойков е роден във Варна, където започва спортната си кариера с футбол в детско-юношеските школи на ФК „Спартак“ Варна. На 14-годишна възраст се насочва към културизма под ръководството на треньора Венцислав Чанев.
Завършва Национална спортна академия „Васил Левски“ със специалност „Културизъм и фитнес“.

## Спортна кариера

### Европейски успехи
През май 2023 г. Максим Стойков печели златен медал в категорията „Културизъм за младежи (16–20 г.)“ на Европейското първенство по бодибилдинг и фитнес в Санта Сузана, Испания. Освен това завоюва и сребърен медал в категорията „Класическа физика“.

### Световни постижения
През септември 2024 г. участва в Световното първенство по културизъм в Иран, където печели бронзов медал в „Класически културизъм“. В същото състезание се класира на четвърто място в „Класическа физика“ и на пето в „Open“ категорията.

## Отличия
- Максим Стойков Спортист на Варна 2023„Спортист на Варна“ за месец май 2023 г.
- „Спортист на Варна“ за 2024 г. в категорията за неолимпийски спортове.

## Треньорска дейност
Максим работи като персонален треньор в Pulse Fitness & Spa в София, където споделя опита си със своите клиенти.